# AV-905
La AV-905 (antigua C-500) es una carretera autonómica de Castilla y León (España) que transcurre por la provincia de Ávila.
La vía, con una longitud total de 46,900 km, y perteneciente a la Red Complementaria Preferente de la Junta de Castilla y León, comienza su recorrido en la N-502, junto a la Venta del Obispo. Termina junto a El Barraco en su enlace con la N-403.
A la salida de El Barraco atraviesa el arroyo de la Yerma, San Juan de la Nava. En la recta del monte antes de llegar a Navalmoral de la Sierra va paralela a la Dehesa de Navalsauz (conocida y nombrada desde tiempos inmemoriales), cruza el Arroyo de la Puentecilla, el Río de santa María y dentro de Navalmoral de la Sierra cruza la carretera AV-900, San Juan del Molinillo, Navarredondilla, cruza el arroyo de Toledo, la garganta de Navalacruz, Navatalgordo, Navalosa, Hoyocasero y finalmente la Venta del Obispo.

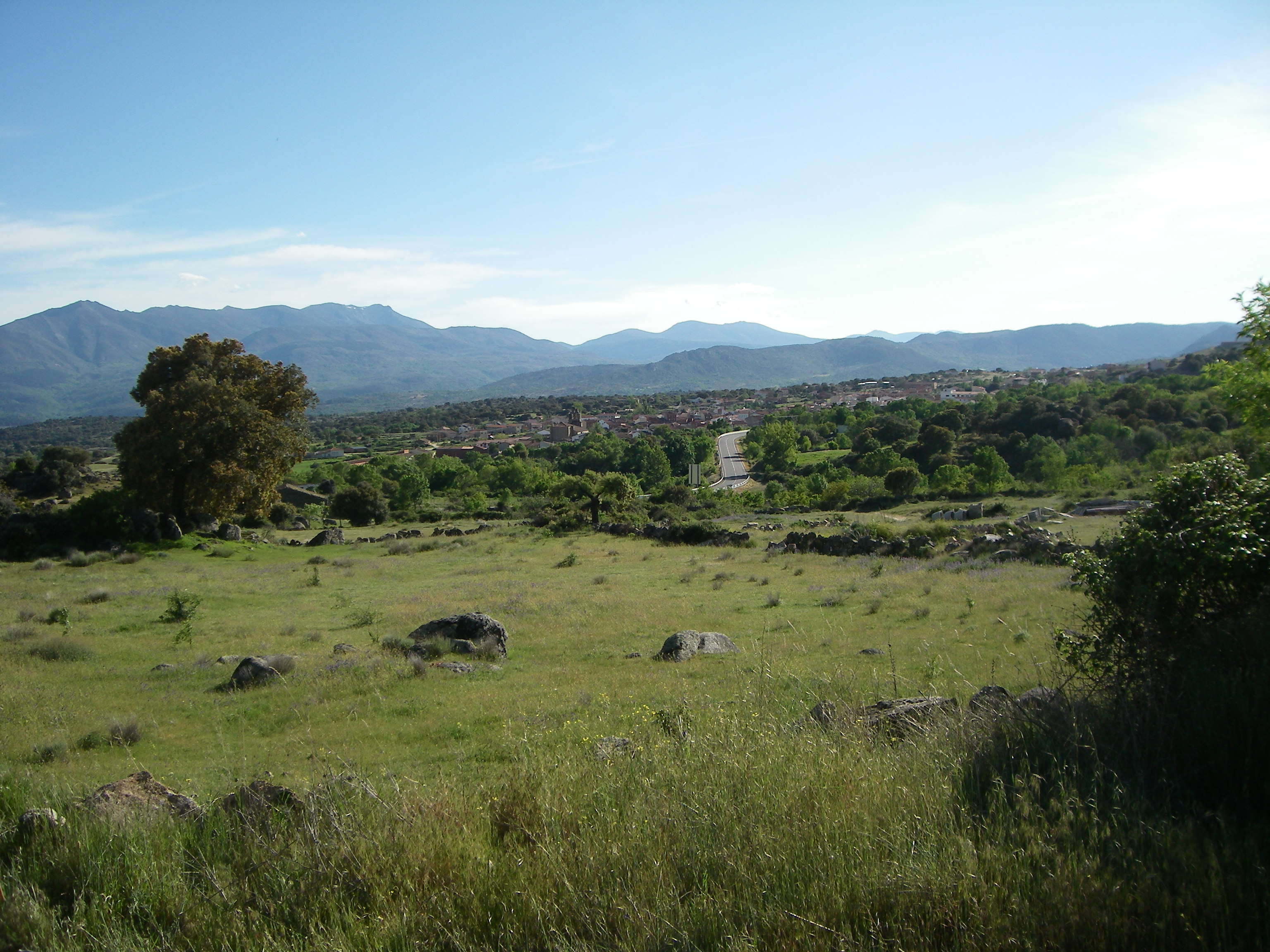
AV-905 entrando en Navalmoral de la Sierra, Espacio Natural de las Sierras de la Paramera y Serrota, con la Sierra de Gredos al fondo